# Henriette Dessaulles
Henriette Dessaulles, née le 6 février 1860 à Saint-Hyacinthe et morte le 17 novembre 1946 à l'Hôtel-Dieu de Saint-Hyacinthe, connue sous le pseudonyme de Fadette, est la première femme devenue journaliste au Québec.

## Biographie
Henriette Dessaulles grandit dans la ville de Saint-Hyacinthe. Fille du grand notable Georges-Casimir Dessaulles et d'Émilie Mondelet, elle a comme parrain Louis-Joseph Papineau. Elle est éduquée au couvent de Lorette puis au couvent des Sœurs de la Présentation de Marie où elle s'oppose à l'éducation réservée aux jeunes filles de bonne famille.
Elle épouse Maurice St-Jacques en 1881, son voisin. Elle a sept enfants, dont cinq survivent. Par son fils Louis St-Jacques, Henriette Dessaulles est la grand-mère de l'historienne Louise Dechêne (1928-2000).

### Carrière
Elle devient journaliste pour de nombreux journaux par nécessité. Elle tient une chronique graphologique au journal La Patrie. Elle rédige pendant une quarantaine d'années ce qu'elle nomme Lettres de Fadette dans le journal Le Devoir.
Henriette Dessaulles meurt en 1946, à 86 ans.

#### LeJournal(1874-1881)

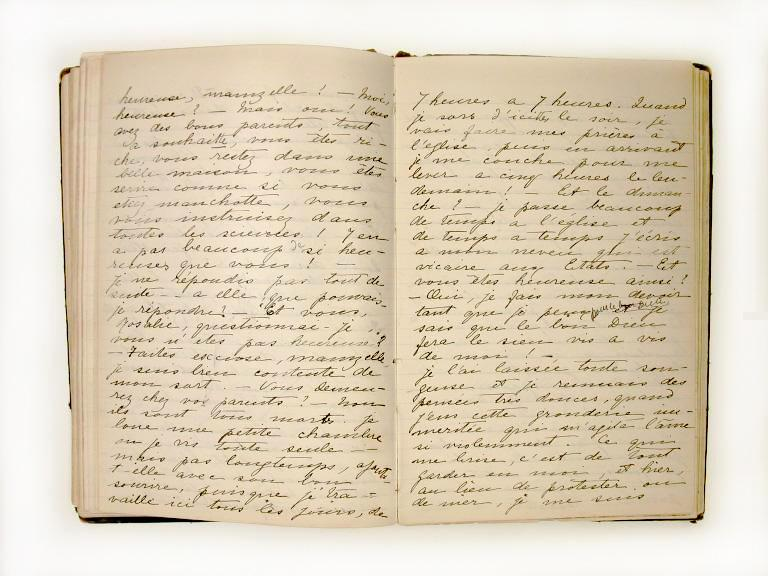
Journal d'Henriette Dessaulles

De 1874 à 1881, elle rédige son journal. Celui-ci a été publié pour la première fois en 1971 aux Éditions Hurtubise, dans une édition partielle contenant toutefois de nombreuses photographies. La réception fortement positive de l’œuvre, spécialement auprès de la critique littéraire, a encouragé sa réédition dans la prestigieuse collection Bibliothèque du Nouveau Monde (sorte d'équivalent de la Pléiade pour les écrits du Canada français), aux Presses de l'Université de Montréal, en 1989. C'est Jean-Louis Major qui fut responsable de l'édition critique du texte et celui-ci est précédé d'une substantielle introduction permettant de retracer, entre autres, la genèse du texte. Il est établi, par exemple, que celui-ci est bien de la main d'Henriette Dessaulles, sauf pour la période 1874-1881. Henriette Dessaulles a probablement retranscrit et en partie réécrit son Journal après la mort de son mari et l'a légué à ses enfants.
Le Journal d'Henriette Dessaulles a été l'objet de nombreux articles critiques, compte rendu et mémoires (voir la bibliographie sur le Journal).

## Toponymie
La rue Henriette-Dessaulles, située dans la municipalité de Lévis, rend honneur à cette écrivaine. Ce toponyme est officialisé depuis le 1er aout 2007. Le nom de cette rue était initialement officialisé en « rue Henriette-Dessaules », avec un seul l, coquille rectifiée en 2014. Le linguiste Gabriel Martin, qui a soulevé l'erreur, s'exprime alors en ces termes : « N’est-il pas ironique de trouver une faute d’orthographe dans le nom d’une femme de lettres ? Rendons justice à la mémoire dessaullienne en rectifiant cette gênante coquille qui risque de se répandre comme une traînée de poudre » .